# Bereżek
Bereżek (ukr. Бережок) – wieś nad Dniestrem na Ukrainie, na terenie obwodu lwowskiego, w rejonie samborskim (do 2020 roku w rejonie turczańskim). Liczy ok. 234 mieszkańców.
W 1921 r. liczyła 273 mieszkańców. W okresie międzywojennym w powiecie turczańskim (do 1931 województwo stanisławowskie, następnie województwo lwowskie). Od 1 sierpnia 1934 należała do gminy Łomna.

## Ważniejsze obiekty
- Cerkiew greckokatolicka